# Double Dynamite (album Sam & Dave)
Double Dynamite è il secondo album discografico del duo di Soul e Rhythm and Blues afroamericano Sam & Dave, pubblicato dall'etichetta discografica Stax Records nel dicembre del 1966 .
L'album raggiunse (11 marzo 1967) il centodiciottesimo posto della classifica statunitense Billboard 200.

## Tracce
Lato A
1. You Got Me Hummin' – 2:46 (Isaac Hayes, David Porter) – Pubblicato come singolo (Stax 204) il 10 novembre 1966, nr. 7 nella classifica USA di Rhythm and Blues
2. Said I Wasn't Gonna Tell Nobody – 2:36 (Isaac Hayes, David Porter) – Pubblicato come singolo (Stax 198) il 23 agosto 1966, nr. 8 nella classifica USA di Rhythm and Blues
3. That's the Way It's Gotta Be – 2:34 (Booker T. Jones, Gil Caple)
4. When Something Is Wrong with My Baby – 3:14 (Isaac Hayes, David Porter) – Pubblicato come singolo (Stax 210) il 23 gennaio 1967, nr. 2 nella classifica USA di Rhythm and Blues
5. Soothe Me – 2:30 (Sam Cooke) – Pubblicato come singolo (Stax 218) il 31 maggio 1967, nr. 16 nella classifica USA di Rhythm and Blues
6. Just Can't Get Enough – 2:01 (Alvertis Isbell, Booker T. Jones)

Lato B
1. Sweet Pains – 2:33 (Isaac Hayes, David Porter)
2. I'm Your Puppet – 3:03 (Dan Penn, Spooner Oldham)
3. Sleep Good Tonight – 2:40 (Carl Wells, Deanie Parker, Randle Catron) – Pubblicato sul lato B del singolo (Stax 204) il 10 novembre 1966
4. I Don't Need Nobody (To Tell Me 'Bout My Baby) – 2:55 (Booker T. Jones, Deanie Parker, Randle Catron)
5. Home at Last – 3:03 (Rudolph Toombs)
6. Use Me – 2:30 (Isaac Hayes, David Porter)

## Musicisti
- Sam Moore - voce
- David Prater - voce
- Altri musicisti non accreditati

Note aggiuntive
- Jim Stewart - produttore e supervisore
- Registrazioni effettuate il 15 novembre 1966 a Memphis, Tennessee (Stati Uniti)[4]
- Ronnie Stoots - design copertina frontale album
- Deanie Catron - note di retrocopertina album[5]